# Umm al-Qaiwain
Umm al-Qaiwain (arabisch أم القيوين ‚Mutter zweier Kräfte‘), oft als Umschrift der dialektalen Aussprache auch Umm al-Quwain oder Umm al-Qiwain geschrieben, ist die Hauptstadt des gleichnamigen Emirats Umm al-Qaiwain, eines der sieben Emirate der Vereinigten Arabischen Emirate (VAE).

## Lage und Bestand
Die Stadt Umm al-Qaiwain liegt an der Südostküste des Persischen Golfs zwischen den Städten Adschman und Ra’s al-Chaima auf einer Halbinsel, die den Westabschluss einer rd. 50 Quadratkilometer großen Bucht bildet, welche durch die vorgelagerte Insel Siniya vom offenen Meer abgeschlossen ist. Diese Lagune, die Chūr al-Bayda' (international übliche englische Umschrift Khor al-Beida) genannt wird, beherbergt einen der größten Mangrovenwälder der VAE und ist ein wichtiges Brutgebiet zahlreicher Vogelarten. Die Stadt gliedert sich grob in die Altstadt Lazima im Norden, die durch eine Landzunge hinter dem Hafen mit der restlichen Halbinsel verbunden ist, und der südlich anschließenden Neustadt, die bis an die Südseite der Bucht reicht. In der Stadt gibt es sieben Festungen, von denen eine renoviert wurde und heute ein Museum beherbergt.

## Geschichte

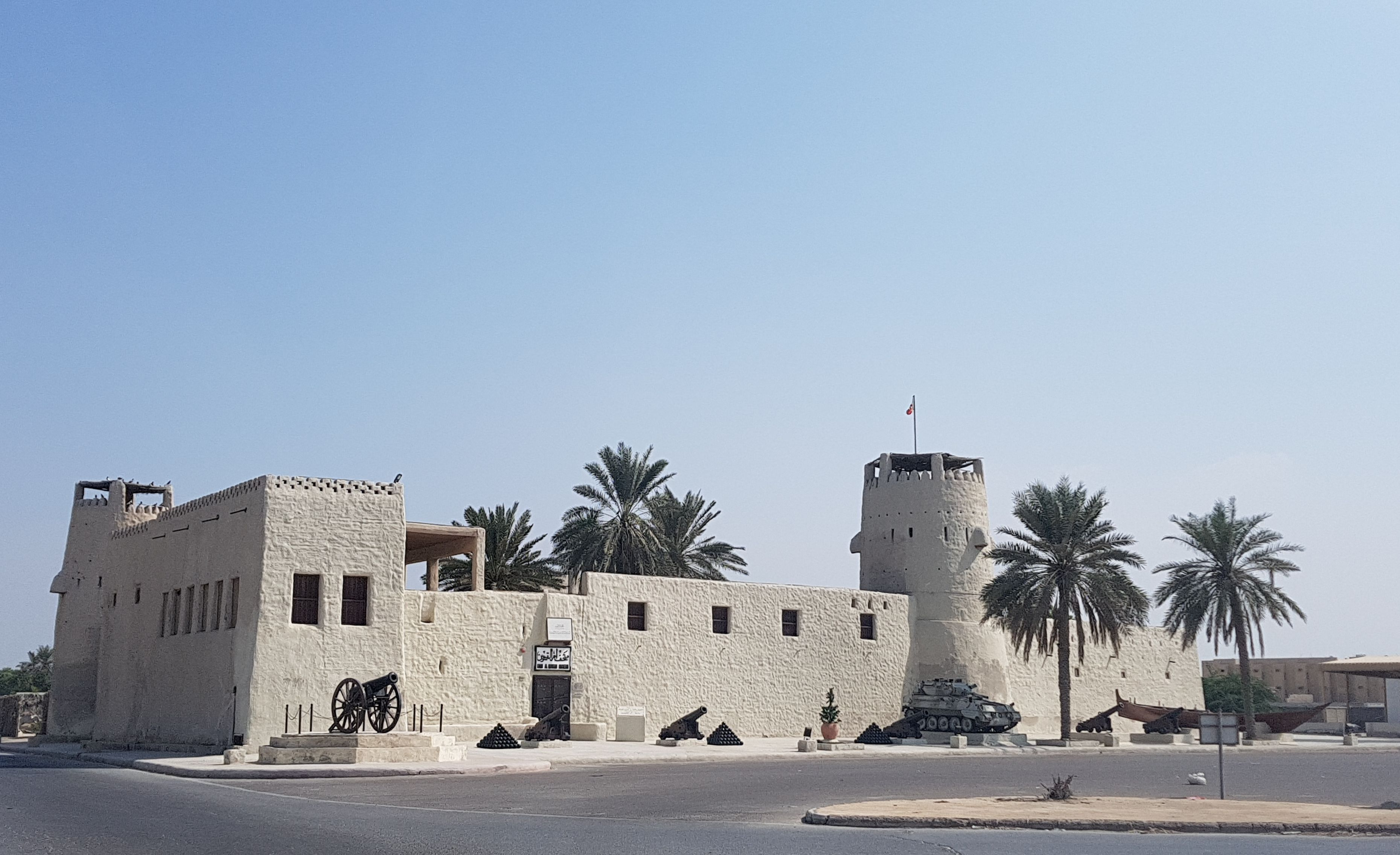
Das historische Fort in der Altstadt

Bisher ging man davon aus, dass die Stadt um das von Scheich Raschid ibn Madschid al-Muʿalla (Raschid I.) im Jahr 1768 errichtete Fort in der oberen Altstadt herum neu entstanden sei. Archäologische Untersuchungen im Jahr 2022 konnten zwei historische Küstensiedlungen an der Westspitze der Insel Siniya nachweisen, die eine kontinuierliche Besiedlung des Platzes seit dem 13. oder 14. Jahrhundert belegen. Der Siedlungsschwerpunkt hat sich dabei in mehreren Schüben von der Insel auf das Festland verlagert. Die Ausgrabungen wiesen auch die Bedeutung der vormodernen Perlenindustrie für die ältere Siedlung nach, die zur Zeit der Strafexpedition der britischen Marine gegen die Golfpiraten an der Küste der Emirate in den 1820er Jahren bereits verlassen und aufs Festland gewandert war. Im Verlauf des 20. Jahrhunderts verlagerte sich der Siedlungsschwerpunkt erneut von der oberen Altstadt an der Spitze der Halbinsel in die ausgedehnten Vororte der modernen Stadt.
In der Nacht zum 8. April 1961 explodierte das Kombischiff Dara vor der Küste der Stadt und sank zwei Tage später.

## Freihafen

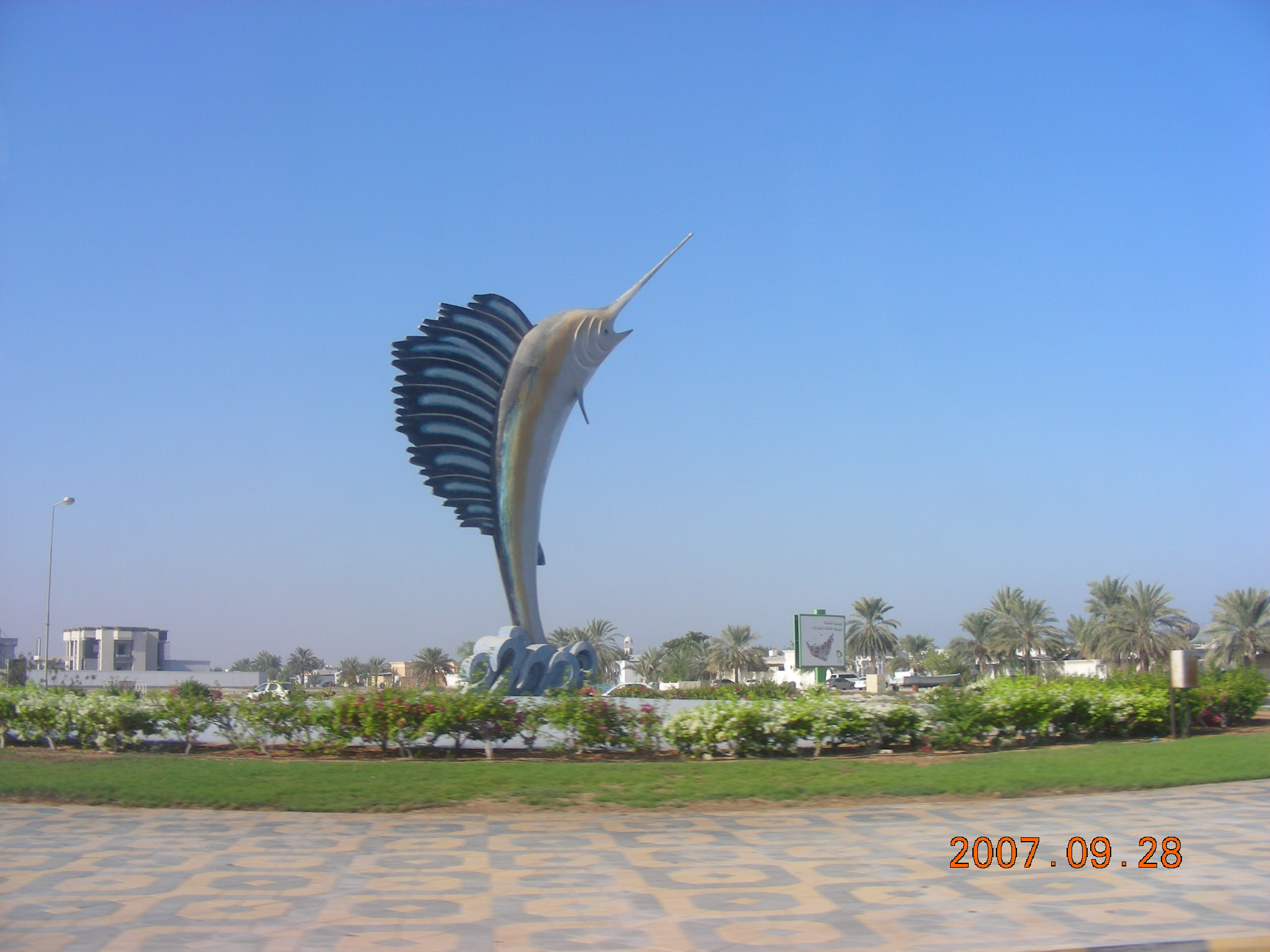
Schwertfischskulptur in einem Kreisverkehr

1987 wurde unter der Leitung des damaligen Emirs Raschid ibn Ahmad ibn Raschid al-Muʿalla die erste Sonderwirtschaftszone der Vereinigten Arabischen Emirate eingerichtet. Sie heißt Umm Al Quwain Free Trade Zone (abgekürzt: UAQ FTZ). Die Sonderwirtschaftszone befindet sich in unmittelbarer Nähe des Hafens von Umm al-Qaiwain und wird daher auch Freihafen genannt. Sie wurde seit ihrer Gründung mehrfach erweitert und umfasst zurzeit eine Fläche von 20 Mio. Quadratfuß (rund 186 Hektar). In ihr sind über 8000 Unternehmen angesiedelt. Der Generaldirektor der Sonderwirtschaftszone, Johnson M. George. möchte das bisher reine Industriegebiet zu einer vollwertigen, eigenständigen Stadt mit Wohngebäuden und weiterer Infrastruktur (Krankenhäuser, Schulen, Geschäften) weiterentwickeln.